# Serbiske alfabet
Det serbiske alfabet er en del af det kyrilliske alfabet. Det kyrilliske alfabet er inspireret af det græske alfabet og bruges også i andre østeuropæiske lande blandt andet Rusland og Ukraine. Det er blevet spredt til det meste af Østeuropa via den Serbisk-ortodokse kirke. Øverst ses det serbisk alfabet skrevet på kyrillisk. Nederst er det skrevet på latin (de bogstaver, der bruges i stort set hele verden i dag).
| Α а Б б Β в Γ г Д д Ђ ђ Е е Ж ж З з И и Ј ј К к Л л Љ љ М м Н н Њ њ О о П п Р р С с Т т Ћ ћ У у Ф ф Х х Ц ц Ч ч Џ џ Ш ш Α а B b V v G g D d Ð đ (udtales [dj]) E e Ž ž (udtales som g i rouge) Z z I i J j K k L l Lj lj (udtales lj) M m N n Nj nj (udtales nj) O o P p R r S s T t Ć ć (udtales [tj]) U u F f H h C c Č č (udtales [tsch]) DŽ dž (udtales som dg i bridge) Š š (udtales [sch]) |